# Ошаєв Халід Дудаєвич
Халід Дудаєвич Оша́єв (нар. 1 січня 1898, Воздвиженська — пом. 1977) — чеченський радянський письменник і драматург; член Спілки письменників СРСР з 1959 року.

## Біографія
Народився 20 грудня 1897 [1 січня 1898] року в слободі Воздвиженській Терської області Російської імперії (нині населений пункт не існує, територія Чечні, Російська Федерація) у сім'ї лісника. Упродовж 1909—1916 років навчався у реальному училищі у Грозному; у 1916—1918 роках — у Лісовому інституті в Петрограді.
Після закінчення двох курсів інституту повернувся до Чечні, де взяв участь у революційних подіях, а потім у громадянській війні проти місцевої контрреволюції. У 1919 році працював у політвідділі червоних повстанських військ. З червня 1921 року по вересень 1922 року очолював Чеченський революційний комітет, потім був секретарем редакції газети «Радянська автономна Чечня». Одночасно у 1921—1922 роках був членом МіськЦВК, членом президії Чеченського облвиконкому, входив до складу пленуму Осетинського обкому ВКП(б). У 1923 році завідував політпросвітом обласного відділу народної освіти, був співробітником Східного відділу ОДПУ у місті Ростові. З 1925 по 1930 рік завідував обласним відділом народної освіти Чечні. Член ВКП(б) з 1927 року.
У 1930—1936 роках обіймав посаду ректора Горського педагогічного інституту у Владикавказі; у 1936—1937 роках — директора Північно-Кавказького горського історико-лінгвістичного науково-дослідного інституту імені Сергія Кірова в П'ятигорську. У 1937 році репресований; термін відбував у Магадані.
З 1950 року жив у місті Джамбулі Казахської РСР; працював фельдшером-лаборантом. Нагороджений грамотою Президії Верховної Ради Казахської РСР. Реабілітований у 1957 році. Протягом 1957—1961 років працював заступником директора з наукової роботи в Чечено-Інгуському науково-дослідному інституті історії, мови та літератури в Грозному. Помер у 1977 році.

## Творчість
У 1925 році склав чеченську абетку на основі латинської. Друкуватися почав з середини 1920-х років. Написав п'єси:
- «Закон батьків» (1923);
- «Втечі бюрократизму» (1931);
- «Кліщ» (1934);
- «Боротьба триває» (1936);
- «В одній руці два кавуни» (1961);
- «Асланбек Шеріпов» (1958);
- «Перевал» (1976).

Автор історичного роману «Полум'яні роки» (книги 1–4, 1959—1964), художньо-документальної повісті «Брест — горішок вогняний». У співавторстві з Магометом Мамакаєвим і В. Щепотовим написав повість «Загибель вендетти» (1963). Серед інших творів: оповідання, казки, історико-біографічні нариси про героїв німецько-радянської війни, літературна критика. Опублікував наукові праці:
- Фольклорные заметки. // Известия ЧИНИИИЯЛ. Т. 2, випуск 3. Литература. Грозний, 1959;
- Воспоминания о Серафимовиче. // «Дружба». Грозний, 1959, № 2;
- О чеченском фольклоре. // Вступна стаття до того чеченського фольклору (у співавторстві із Зайнді Джамалхановим). Грозний, 1959;
- К истории чечено-ингушского эпоса. // Известия ЧИНИИИЯЛ. Том 2, випуск 1. История. Грозний, 1960;
- Мотивы дружбы народов в чечено-ингушских героических песнях. // Известия Северо-Осетинского научно-исследовательского института истории, языка и литературы. Том 22, випуск 2. Вопросы литературы. Орджоникидзе, 1960;
- Устное поэтическое творчество чечено-ингушского народа. (у співавторстві з Дошлуко Мальсаговим та В. Б. Корзуном) // В книзі: Очерк истории чечено-ингушской литературы. Грозний, 1963[2].